# Liste der Hallenkirchen in Dänemark

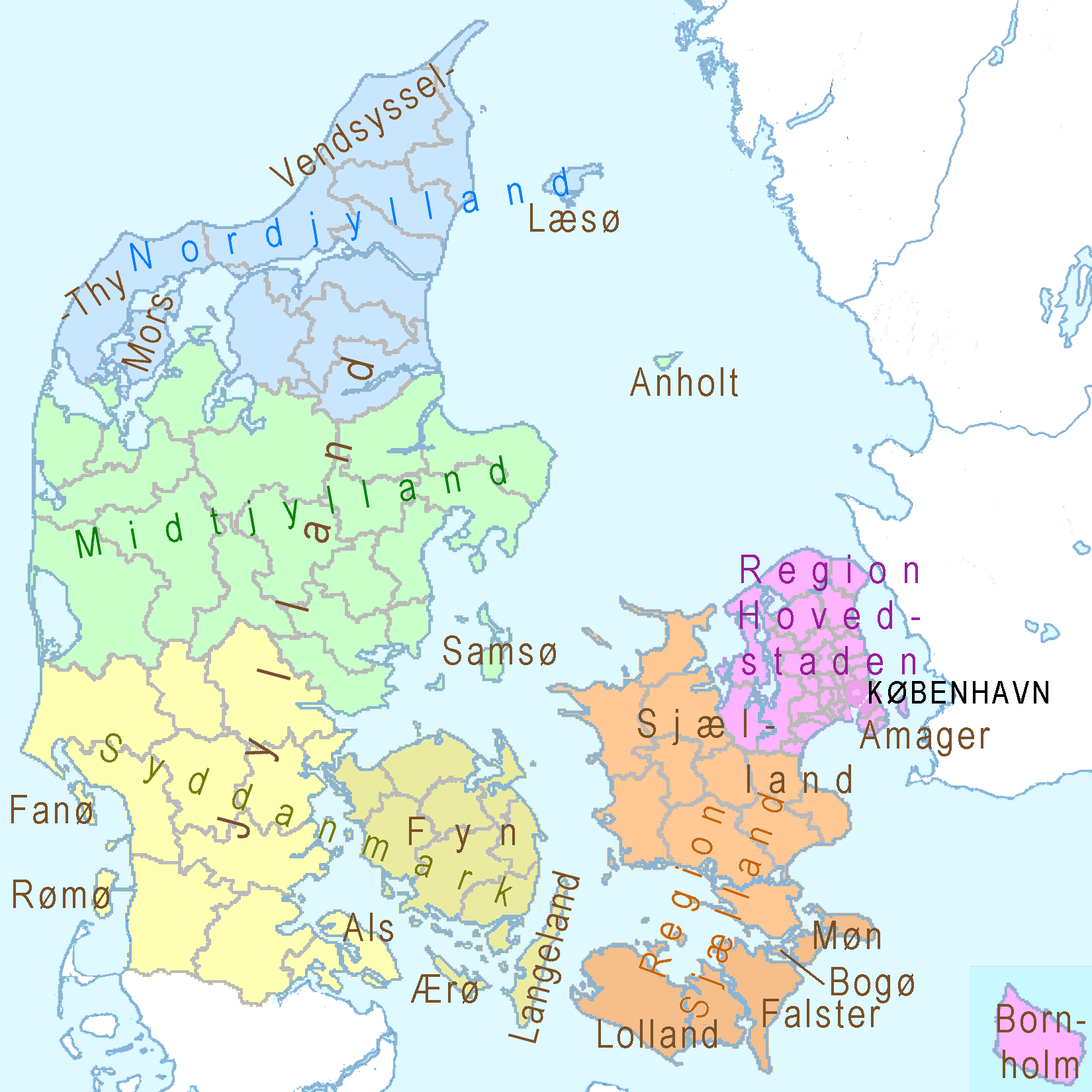
Dänemark – natürliche Einteilung in die Halbinsel Jütland und (hier nur die wichtigsten) Inseln und Verwaltungseinteilung seit 2007 in Regionen

▶ Liste(n) der Hallenkirchen – Übersicht
– Siehe auch Pseudobasiliken in Dänemark (13) –
Hintergrundinformationen:
- NM = Seiten aus dem Kompendium Danmarks Kirker in der digitalen Bibliothek des NationalMuseums. Die gedruckten Grundlagen sind ab 1927. Da die Erfassung immer noch Lücken aufweist, erscheinen laufend weitere „Hefte“ und werden auch ins Internet gestellt, zuletzt wohl 2017.
  - Bei Listeneinträgen „NM (→PDF)“ ist auf der verlinkten Unterseite ein PDF mit der Gebäudebeschreibung abzurufen.
  - Bei Listeneinträgen „NM (PDF)“ ist das PDF mit der Gebäudebeschreibung direkt verlinkt.

Das PDF beginnt jeweils mit der Geschichte der Pfarrei, dann kommt die Umgebung der Kirche, insbesondere der Kirchhof, danach erst, meist unter der Überschrift „BYGNING“, die Gebäudebeschreibung.

## Liste
Anzahl: 30, davon 1 teils Pseudobasilika, teils Hallenkirche, und 1 Grenzfall

### Hauptstadtregion
| Ort                                           | Kirche                                       | Anmerkungen | Fotos | Fotos                  |
| --------------------------------------------- | -------------------------------------------- | --- | ----- | ---------------------- |
| Frederiksborg, Enklave umgeben von Kopenhagen | Timotheus Kirke (CC) NM                      | 1911, neugotische Emporenhalle |       | Innenfoto bei Facebook |
| København (Kopenhagen)                        | Sankt Andreas (CC)                           | 1901, neuromanische Backsteinkirche, zweischiffig, Paralleldächer und Querdächer |       |                        |
| København (Kopenhagen)                        | Anna Kirke (CC)                              | drei Bauphasen 1914, 1921, 1928, neugotische Emporenhalle |       |                        |
| København (Kopenhagen)                        | Bethlehemskirken (CC)                        | 1935–1937, Neugotik mit Expressionismus |       |                        |
| København (Kopenhagen)                        | Enghave Kirke (CC)                           | 1923/24, Seitenschiffe bis an die Dachschrägen, vom Mittelschiff nur wenig überragt |       |                        |
| København (Kopenhagen)                        | Garnisons Kirke (CC)                         | 1706, schlichter Barock, lecht gewölbte Decken, Emporen in zwei Ebenen übereinander |       |                        |
| København (Kopenhagen)                        | Gethsemane Kirke (CC)                        | 1916, Backstein, außen neugotisch, innen neuromanisch |       |                        |
| København (Kopenhagen)                        | Helligåndskirken (Heiliggeist) (CC)          | Kopenhagener Heiligåndshus 1474 päpstlich bestätigt, 1537–1728 Gemeindekirche, Turm 1582–1594, Eingangshalle Renaissance 1612, Brand 1728, Wiederherstellung 1730er abweichens mit Rundbogenfenstern                                                      |       |                        |
| København (Kopenhagen)                        | Domkirke (CC)                                | 1818–1829, Spätbarock/Neorenaissance, tonnengewölbtes Mittelschiff, Grenzfall zur Pseudobasilika, unterschiedliche Emporen in mehreren Etagen |       |                        |
| København (Kopenhagen)                        | Sankt Johannes (CC)                          | 1856–1861, neugotisch |       |                        |
| København (Kopenhagen)                        | Sankt Matthæus (CC)                          | neuromanische Emporenhalle |       |                        |
| København (Kopenhagen)                        | Sankt Petri (CC)                             | Turm, Nittelschiff u. Chor 15. Jh., Seitenschiffe 17. Jh. |       |                        |
| København (Kopenhagen)                        | Trinitatis Kirke                             | 1637–1651, in gotischen Formen, aber Renaissanceportal, innen dreischiffig mit Stern- und Kreuzrippengewölben, Fenster frühgotisch: Rundstäbe, kein Maßwerk, an Turm und Bibliothekssaal Biforien mit rundbogigen Telfenstern unter spitzen Überfangbögen |       |                        |
| København (Kopenhagen)                        | Vartov Kirke (CC)                            | benannt nach ihrem Stadtteil, 1753–1755, barocke Emporenhalle |       |                        |
| København (Kopenhagen)                        | Vor Frelsers Kirke (… Unseres Erlösers) (CC) | 1689–1695, barocke Backsteinkirche, |       |                        |
| Ledøje, Region Hovedstaden                    | Ledøje Kirke (CC) NM (PDF v. S. 567–589)     | ab 1225, romanische Backsteinkirche, mit gotischem Turm, dreischiffige Doppelkirche, Ober- und Unterkirche durch zweietagigen Mittelraum verbunden |       |                        |
| Søborg, Gribskov                              | Søborg Kirke (CC) NM (PDF v. S. 1096–1150)   | zweischiffig, Paralleldächer, Gewölbe 14./frühes 15. Jh. |       |                        |

### Region Sjælland
| Ort                                         | Kirche                                    | Anmerkungen | Fotos | Fotos                 |
| ------------------------------------------- | ----------------------------------------- | --- | ----- | --------------------- |
| Fanefjord Sogn, Insel Møn, Kom. Vordingborg | Fanefjord Kirke (CC)                      | Gebäude ab etwa 1300, Einwölbung um 1500, zweischiffig, symmetrisch unter einem Dach                                                           |       |                       |
| Maribo, Lolland                             | Dom NM (→PDF)                             | bald nach 1414 errichtet, 1450–70 erweitert |       |                       |
| Nakskov, Lolland                            | Nikolaikirke (CC), NM (→PDF)              | 13. Jh. romanisches Langhausmittelschiff, und 1420–1654 Seitenschiffe des basilikalen Langhauses und niedriger Hallenumgangschor               |       |                       |
| Mern, Insel Sjælland, Kom. Vordingborg      | Mern Kirke (CC) NM (PDF v. S. 939–947)    | dreischiffig, Südseitenschiff unter Querdächern, Nordseitenschiff unter Schleppdach                                                            |       |                       |
| Nykøbing Falster                            | Klosterkirche NM (→PDF) (CC)              | ab 1419 |       | Innenfotos bei NM und |
| Præstø, Insel Sjælland, Kom. Vordingborg    | Præstø Kirke (CC) NM (PDF S. 23–52)       | zweischiffig, Südseitenschiff unter Querdächern                                                                                                |       |                       |
| Stege Insel Møn, Kom. Vordingborg           | Stege Kirke (CC), NM (→PDF v. S. 203–227) | 14. Jh., Erweiterung 1460–1525, Chor dreischiffige Halle mit schmalen Seitenschiffen, Schiff Pseudobasilika mit etwas breiteren Seitenschiffen |       |                       |

### Region Syddanmark
| Ort                                      | Kirche                                      | Anmerkungen                                                                                                 | Fotos | Fotos             |
| ---------------------------------------- | ------------------------------------------- | --- | ----- | ----------------- |
| Sønderborg                               | Sankt Marie Kirke NM (→PDF) (CC)            | 17. Jh. |       | Innenfotos bei NM |
| Toftlund, Tønder Kom., südliches Jütland | Toftlund Kirke (CC), NM (PDF v. S. 827–847) | romanische Kirche 1912/13 um zweijochiges Südseitenschiff erweitert                                         |       | Innenfoto im PDF  |
| Vejle                                    | St.-Nikolai-Kirche NM (PDF v. S. 73–197)    | spätromanisch-frühgotische zweischiffige Halle, 1400–1520 dreischiffiger Ausbau, im 19. Jh. stark verändert |       |                   |

### Region Midtjylland
| Ort                                | Kirche                                                      | Anmerkungen | Fotos | Fotos                        |
| ---------------------------------- | ----------------------------------------------------------- | --- | ----- | ---------------------------- |
| Aarhus                             | Domkirke NM (PDF), ab S. 259 bzw. 261                       | 14. Jh. gotischer Umbau der bis dahin romanischen Backsteinkirche, Langhaus weiterhin Basilika, Chor verlängert zum Hallenumgangschor mit rechteckiger Außenkontur |       |                              |
| Aarhus                             | Vor Frue Kirke, auch Klosterkirken NM (PDF d. S. 1003–1288) | zweischiffig, Hauptschiff Mitte 13. Jh., dreijochiges Südseitenschiff unter Querdächern Mitte 15. Jh., Stufenhalle, Turm um 1500                                   |       | Innenfotos PDF S. 1069 u. a. |
| Grenå, Norddjurs Kom., Midtjylland | Grenå Kirke (CC)                                            | Stufenhalle, Nordseitenschiff unter Querdächern |       | Innenfotos bei Ueriksen      |